# 俺たちに明日はないッス
『俺たちに明日はないッス』（おれたちにあすはないッス）は、さそうあきらによる日本の漫画。1994年から1996年まで『ビッグコミックスピリッツ』（小学館）に連載された、全18篇から成る短編連作。単行本（小学館ビッグコミックスピリッツスペシャル）全2巻に収録された。現在はワイド版全1巻が発売されている（ISBN 4-09-182296-7）。

## あらすじ
高校生の比留間は、同級生の友野が担任教師とホテルから出て来る場面を目撃する。友野に「ヤラせろ!」と迫るも、実際は何も出来ない悶々とした日々を送っている。その頃、峯は公園で倒れている同級生の女子を発見し…。

## 映画
2008年公開。原作全18編のうち高校生が主人公の3編「ロマンス」「揺れています」「教えてください」を基に映画化された。

### キャスト
- 比留間：柄本時生
- 峯：遠藤雄弥
- 安パイ（安藤）：草野イニ
- ちづ：安藤サクラ
- 秋恵：水崎綾女
- 友野：三輪子(現：我妻三輪子)
- ちづの父：ダンカン
- 吉田：田口トモロヲ

### スタッフ
- 監督：タナダユキ
- 原作：さそうあきら
- 脚本：向井康介

- 撮影：山崎裕
- 照明：山本浩資
- 主題歌：銀杏BOYZ「17才」
- 編集：宮島竜治
- 録音・音響効果：菊池信之
- 美術：谷内邦恵
- 衣装：斉藤育子
- 製作進行：熊谷悠
- 助監督：滝本憲吾
- スクリプター：高田優
- スチール：三木匡宏
- タイトル：津田輝王
- 製作者：山下暉人、伊藤明博、大枝浩之、冨澤克博
- プロデューサー：越川道夫、米山加奈子、木村淳
- 制作プロダクション：エキスプレス
- 制作協力・配給：スローラーナー
- 製作委員会メンバー：エキスプレス、竹書房、スローラーナー、ジェネオンエンタテインメント、朋友デジタルメディアサービス

## 関連商品
- DVD：2009年5月22日、ジェネオンから発売された。